# 許琮植
許琮植（：／ Heo Jong-sik，1962年2月8日—），大韓民國自由派政治人物，第21屆國會議員。